# Smash and Grab
Smash and Grab es un cortometraje del programa SparkShorts de  Pixar Animation Studios escrito y dirigido por Brian Larsen y producido por David Lally. Fue estrenado el 11 de febrero de 2019 en el canal de YouTube de Pixar y el 29 de marzo de 2019 con Dumbo. Es el segundo cortometraje producido del programa SparkShorts. Con una duración de 8 minutos, cuenta la historia en un ambiente futurista de Smash y Grab, dos robots que son fogoneros en un tren de vapor.

## Argumento
La historia se desarrolla en algún momento del futuro lejano. En un tren de vapor dos anticuados robots de nombres Smash (que está equipado con un martillo convencional en el brazo derecho, y uno neumático en el izquierdo) y Grab (un robot que sí tiene manos) son fogoneros en un la sala de máquinas de la locomotora de vapor de un tren. Smash usa sus herramientas para picar las piedras de un mineral parecido al carbón y Grab lo introduce en la caldera. Ambos tienen sus fuentes de energía en una especie de manguera que además los tiene sujetos a la locomotora.   
Un día, mientras estaban en sus tareas, Smash le propone a Grab un juego en el que el le lanza trozos del mineral combustible, que este último debe atrapar e introducir en la caldera lanzandolas, aunque no lo logra hasta después de varios intentos. En eso, van pasando por una especie de ciudades flotantes en las que Smash ve a la distancia una fiesta en la que hay robots con una fuente de energía consistente en una esfera azul dentro de una jaula de color negro. Este se da cuenta de que esa fuente de energía portátil permite a los robots tener más libertad de movimientos. Smash se da cuenta de que las mangueras los tienen atados a su trabajo, por lo que decide cortar la suya y la de Grab cuando se detienen y observa que la carga del tren consiste en esas fuentes de energía portátil.  
Smash corta las mangueras que le suministran energía a él y a Grab para robar una fuente de energía portátil para ambos. Sin embargo, los robots de seguridad del tren se dan cuenta de los planes que tienen los fogoneros e intentan detenerlos. Smash y Grab logran obtener la fuente de energía, y suben a la parte superior del tren donde los persiguen los guardias, que van armados con rayos láser. Regresando al juego, Smash le lanza a Grab a los guardias de uno por uno, y este último los va destruyendo con las señales que van pasando. Sin embargo, Smash golpea la fuente de energía portátil de uno de los guardias, y cuando Grab lo recibe lo lanza del tren y explota. En eso, uno de los guardias sale y le dispara a Grab, desprendiendole el brazo derecho. Smash corre a ayudarlo, pero en eso salen más robots guardias del interior del tren dispuestos a dispararles a los dos fogoneros, y este les lanza su fuente de energía mientras cubre a Grab. Los guardias hacen explotar la fuente de energía, destruyéndose y haciendo descarrillar al tren.  
Al final, Smash se encuentra con la energía baja, por lo que Grab decide ayudarlo compartiendo su fuente de poder con su amigo, y finalmente se alejan del tren para dirigirse a las ciudades flotantes.

## Producción
El corto fue escrito y dirigido por Brian Larsen mientras que David Lally fue el productor. La producción del corto inició en agosto de 2018. La edición estuvo a cargo de Nicole Vandeurnet. La animación fue realizada por Andrew Coats, Evan Bonifacio y Kureha Yokoo.